# Mareva
Mareva ou Maréva est un prénom féminin.

## Sens et origine du nom
Étymologie : en tahitien Maréva signifie « étoile filante ».
Fête : le 6 septembre

## Popularité du nom

### QuelquesMarévacélèbres
- Mareva Galanter, Miss France 1999, chanteuse et comédienne ;
- Mareva Georges, Miss France 1991 ;